# Haplothrix griseatus
Haplothrix griseatus là một loài bọ cánh cứng trong họ Cerambycidae.